# Aoroides exilis
Aoroides exilis är en kräftdjursart som beskrevs av Chris Conlan och Edward Lloyd Bousfield 1982. Aoroides exilis ingår i släktet Aoroides och familjen Aoridae. Inga underarter finns listade i Catalogue of Life.